# Brachymitrion pocsii
Brachymitrion pocsii är en bladmossart som beskrevs av A. Koponen 1977. Brachymitrion pocsii ingår i släktet Brachymitrion och familjen Splachnaceae. Inga underarter finns listade i Catalogue of Life.